# Singapurische Staatsbürgerschaft

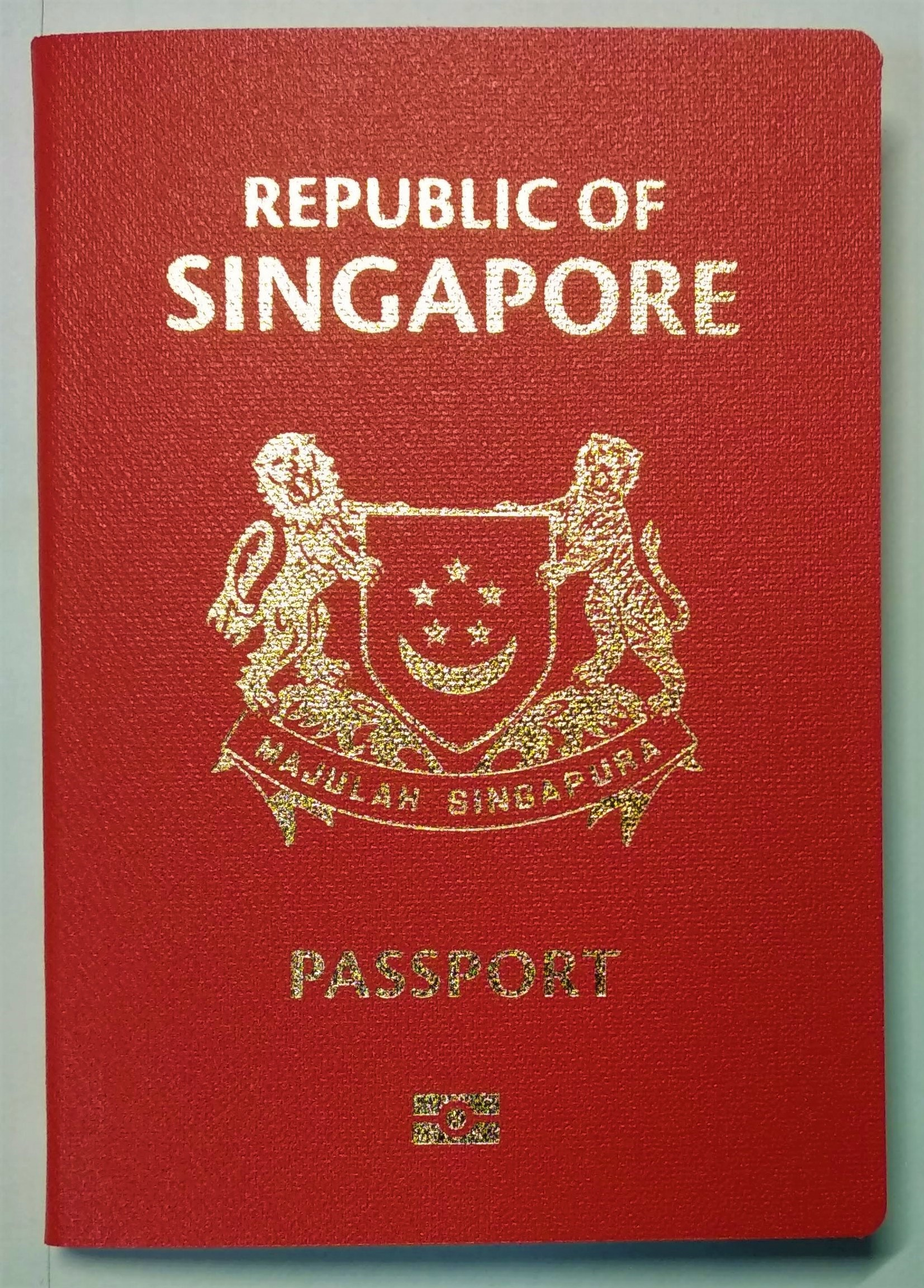
Reisepass der Republik Singapur

Die singapurische Staatsbürgerschaft basiert auf der singapurischen Nationalitätsgesetzgebung, die von der singapurischen Verfassung abgeleitet ist. Das ius sanguinis, wonach die Abstammung und nicht der Geburtsort für das Bürgerrecht maßgebend ist, wird angewandt. Das jus soli wird ebenfalls in modifizierter Form praktiziert. Es sind bisher drei Wege möglich, um die Staatsbürgerschaft zu erwerben: durch Geburt, durch Abstammung oder durch Registrierung. Das Erwerben durch Einbürgerung wird nicht mehr angewandt, stattdessen wird die Registrierung als Form vorgezogen.

## Geschichte
In Singapur lebende Personen waren britische Untertanen (“British subjects”) wie alle Bürger des Empire gemäß dem British Nationality and Status of Aliens Act 1914. Waren sie Untertanen eines der Unfederated Malay States oder eines der indischen Fürstenstaaten während der Raj, so hatten sie den Status „British Protected Person“. Dies wurde durch den British Nationality Act 1948 zum Status „Citizenship of the United Kingdom and Colonies“ (CUKC) umbenannt.

Auslandschinesen hatten zur Kolonialzeit einen separaten zivilrechtlichen Status.
Die Citizenship Ordinance aus dem Jahre 1957 gab allen das Bürgerrecht, die in Singapur oder Malaysia geboren waren. Die britischen Staatsbürger, die mindestens zwei Jahre dort lebten, erhielten diesen Staus ebenfalls. Alle anderen Ausländer mussten mindestens acht Jahre dort gelebt haben, um sich nach dem 1. November 1957 registrieren zu können.
Der singapurische Status wurde erstmals im Jahre 1959 eingeführt. D.h. CUCKs erhielten in ihren Reisepässen der Vermerk: “British subject: citizen of the State of Singapore”. Damals war Singapur eine selbstregierende Kolonie des britischen Weltreiches. Als Singapur mit Malaysia zusammenkam, wurden alle singapurischen Staatsbürger automatisch Staatsbürger der Föderation Malaysia. Die malaysische Nationalitätsgesetzgebung gab den Staatsbürgern das Recht, subsidiär zu leben. Das heißt, die singapurischen Staatsbürger von Malaysia hatten automatisch die malaysische Staatsbürgerschaft, der subnationale Status eines „Singapurianers“ bestand weiter. Der Verzicht auf eine der beiden Staatsbürgerschaften führte automatisch zum Verlust der anderen Bürgerschaft, außer eine Person registrierte sich ausschließlich als malaysischer Bürger.
Nach der Trennung von Malaysia am 9. August 1965 wurde die malaysische Staatsbürgerschaft für Singapurianer als ungültig erklärt. Die singapurische Nationalitätsgesetzgebung wurde, wie schon in der malaiischen Föderation, in die singapurische Verfassung geschrieben. Man hob die Verordnung aus dem Jahre 1957 offiziell am 16. September 1963 auf.
Die Verfassung nahm im Jahr 2004 zusätzlich das ius sanguinis für weibliche Bürger als Erwerbsmöglichkeit auf. Das gilt auch bei Geburten im Ausland (“by decent”). Das heißt erst seitdem erhalten uneheliche Kinder die Staatsbürgerschaft wenn der Vater kein Sinpapurer ist.

## Geburt
Das eheliche Kind von einer Singapurerin oder eines Singapurers erwirbt das singapurische Bürgerrecht von Gesetzes wegen mit der Geburt in Singapur.
Kinder eines männlichen Diplomaten erwerben die Staatsbürgerschaft, selbst wenn die Mutter eine ausländische Staatsbürgerin ist.

## Abstammung
Seit dem 15. Mai 2004 erwirbt das eheliche Kind von einer Singapurerin oder eines Singapurers das singapurische Bürgerrecht von Gesetzes wegen mit der Geburt im Ausland.
Wenn die Eltern selbst Erwerber durch Abstammung sind, müssen sie nachweisen, dass sie mindestens vier Jahre in Singapur gelebt haben.
Personen, die vor dem 15. Mai 2004 außerhalb von Singapur geboren wurden, können den Erwerb nur in dem Fall geltend machen, wenn der Vater die Staatsbürgerschaft durch Geburt oder Registrierung erworben hat.

## Einbürgerung
Trotz der Garantie von Einbürgerung durch die Verfassung existiert keine Einbürgerung im eigentlichen Sinne, stattdessen wird die Registrierung als Alternative durch die Regierung vorgezogen.

## Registrierung
Die Registrierung ist die Alternativform von Einbürgerung. Die sich zu registrierende Person muss mindestens zwei Jahre in Singapur gelebt haben und muss ein festes Einkommen haben oder sie ist mit einem singapurischen Staatsbürger verheiratet.

## Mehrfache Staatsbürgerschaft
Die mehrfache Staatsbürgerschaft wird von der Regierung verneint.
Die ausländische Staatsbürgerschaft kann nur in dem Fall behalten werden, wenn die natürliche Person, bevor sie 18 wird, die Staatsbürgerschaft erhalten hat.
Mit dem Erwerb einer ausländischen Staatsbürgerschaft nach dem Erreichen des Alters von 18 wird die singapurische Staatsbürgerschaft annulliert.
Das Verbot der Mehrfachstaatsbürgerschaft ist in der Gesellschaft stark umstritten. Durch die Globalisierung erwerben viele Singapurer eine andere Staatsbürgerschaft, obwohl die singapurische verloren geht. Hingegen erwerben die Immigranten in der Regel die Staatsbürgerschaft trotz des Verlustes ihrer eigenen.
Die Regierung begründet dies insofern, dass bedingt durch die internationale Position Singapurs keine Kompromisse eingehen könne. Außerdem befürchte sie, dass die Einzelstaatsbürger sich benachteiligt fühlen, wenn Singapur von einer Krise überschüttet werde. Trotz alldem erlaubt die Regierung unter Umständen eine Mehrfachstaatsbürgerschaft, wenn unvermeidbare Zustände existieren.

## Verzicht
Der Verzicht kann nur in dem Fall erfolgen, wenn die natürliche Person eine ausländische Staatsbürgerschaft erwirbt. Beim Antrag des Verzichtes müssen die Antragsersteller die singapurische Identitätskarte und den Reisepass abgeben.
Männliche Singapurer können erst, wenn sie der Wehrpflicht nachgekommen sind, auf die Staatsbürgerschaft verzichten.

## Commonwealth-Staatsbürgerschaft
Alle singapurischen Staatsbürger sind automatisch Staatsbürger des Commonwealth und haben gewisse Privilegien im Vereinigten Königreich und anderen Commonwealth-Staaten.
Als Beispiel dürfen Singapurer im Vereinigten Königreich bei sämtlichen Wahlgängen mitabstimmen. Im Gegensatz zu anderen Commonwealth-Staaten stellt die singapurische Regierung den Singapurern in Nicht-Commonwealth-Staaten keine konsularische Beratung zur Verfügung.
Folgende Rechte stehen zur Verfügung:
- das Recht für das aktive und passive (im Unterhaus des Vereinigten Königreichs) Wahlrecht[17]
- das Recht für Unterhaus- bzw. Oberhauswahlen in Vereinigtem Königreich zur Wahl stehen
- das Recht, öffentliche Ämter zu besetzen

## Visumfreiheit

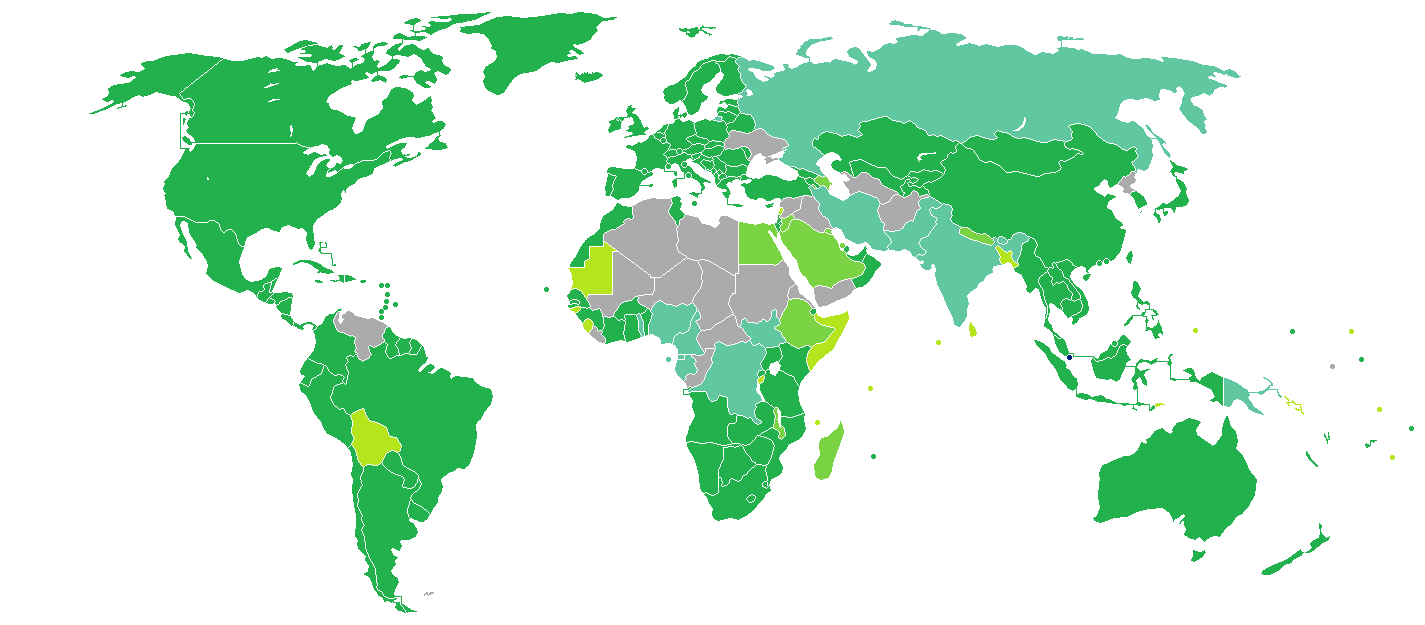
Visum-Situation für singapurische Staatsbürger

Im Jahre 2022 konnten die Inhaber der Staatsbürgerschaft insgesamt 192 Länder bzw. Territorien visumfrei bzw. mit Visum bei Ankunft bereisen. Nach dem Henley Passport Index belegte Singapur (gemeinsam mit Japan) den ersten Platz in der Weltrangliste.